# Americas Rugby League Championship
La Americas Rugby League Championship, también conocida como Americas Cup, es una competición internacional de rugby league. 
Su primera edición fue en 2016.
Al 2018, Estados Unidos ha ganado dos torneos, mientras que Jamaica ha obtenido un campeonato.
Desde el año 2020, el campeonato se disputará en años pares, mientras que el Americas Championship en formato de nines se jugarán en años impares.

## Equipos participantes
En la edición del 2018 participarán 4 equipos.
- Canadá
- Chile
- Estados Unidos
- Jamaica

## Campeonatos

### Rugby League XIII
| Edición | Año  | Campeón                            | 2.º puesto                         | 3.er puesto                        | 4.º puesto                         |
| ------- | ---- | ---------------------------------- | ---------------------------------- | ---------------------------------- | ---------------------------------- |
| I       | 2016 | Estados Unidos                     | Canadá                             | Jamaica                            |                                    |
| II      | 2017 | Estados Unidos                     | Jamaica                            | Canadá                             |                                    |
| III     | 2018 | Jamaica                            | Estados Unidos                     | Canadá                             | Chile                              |
| -       | 2020 | Cancelado por pandemia de COVID-19 | Cancelado por pandemia de COVID-19 | Cancelado por pandemia de COVID-19 | Cancelado por pandemia de COVID-19 |
| -       | 2023 | Cancelado                          | Cancelado                          | Cancelado                          | Cancelado                          |

### Rugby League IX
| Edición | Año  | Campeón        | 2.º puesto | 3.er puesto | 4.º puesto |
| ------- | ---- | -------------- | ---------- | ----------- | ---------- |
| I       | 2019 | Estados Unidos | Canadá     | Jamaica     | Latin Heat |

## Posiciones
Número de veces que los equipos ocuparon cada posición en todas las ediciones.

### Rugby League XIII
| Equipo         | Campeón | 2.º puesto | 3.er puesto | 4.º puesto |
| -------------- | ------- | ---------- | ----------- | ---------- |
| Estados Unidos | 2       | 1          |             |            |
| Jamaica        | 1       | 1          | 1           |            |
| Canadá         |         | 1          | 2           |            |
| Chile          |         |            |             | 1          |

### Rugby League IX
| Equipo         | Campeón | 2.º puesto | 3.er puesto | 4.º puesto |
| -------------- | ------- | ---------- | ----------- | ---------- |
| Estados Unidos | 1       |            |             |            |
| Canadá         |         | 1          |             |            |
| Jamaica        |         |            | 1           |            |
| Latin Heat     |         |            |             | 1          |